# 钝叶新木姜子
钝叶新木姜子（学名：Neolitsea obtusifolia），为樟科新木姜子属下的一个植物种。